# Cornel Windlin
 (mai 2023).
La mise en forme du texte ne suit pas les recommandations de Wikipédia : il faut le « wikifier ».
Les points d'amélioration suivants sont les cas les plus fréquents. Le détail des points à revoir est peut-être précisé sur la page de discussion.
- Les titres sont pré-formatés par le logiciel. Ils ne sont ni en capitales, ni en gras.
- Le texte ne doit pas être écrit en capitales (les noms de famille non plus), ni en gras, ni en italique, ni en « petit »…
- Le gras n'est utilisé que pour surligner le titre de l'article dans l'introduction, une seule fois.
- L'italique est rarement utilisé : mots en langue étrangère, titres d'œuvres, noms de bateaux, etc.
- Les citations ne sont pas en italique mais en corps de texte normal. Elles sont entourées par des guillemets français : « et ».
- Les listes à puces sont à éviter, des paragraphes rédigés étant largement préférés. Les tableaux sont à réserver à la présentation de données structurées (résultats, etc.).
- Les appels de note de bas de page (petits chiffres en exposant, introduits par l'outil «  Source ») sont à placer entre la fin de phrase et le point final[comme ça].
- Les liens internes (vers d'autres articles de Wikipédia) sont à choisir avec parcimonie. Créez des liens vers des articles approfondissant le sujet. Les termes génériques sans rapport avec le sujet sont à éviter, ainsi que les répétitions de liens vers un même terme.
- Les liens externes sont à placer uniquement dans une section « Liens externes », à la fin de l'article. Ces liens sont à choisir avec parcimonie suivant les règles définies. Si un lien sert de source à l'article, son insertion dans le texte est à faire par les notes de bas de page.
- La présentation des références doit suivre les conventions bibliographiques. Il est recommandé d'utiliser les modèles {{Ouvrage}}, {{Chapitre}}, {{Article}}, {{Lien web}} et/ou {{Bibliographie}}. Le mode d'édition visuel peut mettre en forme automatiquement les références.
- Insérer une infobox (cadre d'informations à droite) n'est pas obligatoire pour parachever la mise en page.

Pour une aide détaillée, merci de consulter Aide:Wikification.
Si vous pensez que ces points ont été résolus, vous pouvez retirer ce bandeau et améliorer la mise en forme d'un autre article.
Cornel Windlin, né le 10 janvier 1964 à Lucerne,, est un graphiste et dessinateur de caractères suisse originaire de Kerns (Obwald) dont le travail a reçu des prix nationaux et internationaux, a été exposé dans des musées et publié dans des livres de design. En plus de son travail de design, il donne régulièrement des conférences en Suisse et à l'étranger. Son travail a été largement reconnu dans des livres, des revues spécialisées et des expositions.

## Biographie
Il étudie le graphisme à la Schule für Gestaltung de Lucerne et s'installe à Londres en 1987 pour travailler pour le graphiste et typographe Neville Brody. En 1988, après avoir terminé ses études à Lucerne, il rejoint l'atelier de Brody de manière permanente. En 1990, commence à travailler comme designer et responsable d'images au magazine The Face.
À partir de 1991, il travaille en tant qu'indépendant et crée son propre studio. Il s'établit à Zurich en 1993. Il a conçu un certain nombre d'affiches primées pour la Rote Fabrik de 1994 à 1996, pour le Museum für Gestatung Zurich de 1994 à 1999 et pour d'autres institutions.
Windlin commence à créer des polices de caractères principalement destinées à son propre travail alors qu'il était encore à l'école d'art. En 1994, il co-fonde la fonderie numérique Lineto avec Stephan Müller pour distribuer leurs polices et celles de proches collaborateurs. Initialement, Lineto était le nom de la collaboration entre Windlin et Müller, qui avaient besoin d'un nom sous lequel publier leur fonte Dot Matrix (1993) sur FontFont, la bibliothèque de fontes initiée par les designers Erik Spiekermann et Neville Brody, avant de devenir une fonderie numérique. Lineto.com a été lancé en ligne en 1998.
En 1997, il a reçu le prix Jan Tschichold, décerné par le Département fédéral de l'intérieur (Suisse) pour la conception de livres.
De 2007 à 2010, Windlin a été président du jury des Plus beaux livres suisses. Il a reçu le Design Prize Switzerland en 2011.
Depuis 2004, il est responsable du concept et du design visuel des catalogues « Vitra Home » pour Vitra.
Il a déménagé à Berlin en 2011, où il a cofondé Alphabet, une société d'ingénierie logicielle pour la production de caractères, avant de retourner à Zurich dans son propre studio en 2016.

### Travail pour le Schauspielhaus Zurich
En 2000/2001, il conçoit des affiches et la brochure de la nouvelle saison pour le Schauspielhaus Zurich sous la direction de Christoph Marthaler. De la saison 2009/10 jusqu'au début de la saison 2010/11 sous la direction de Barbara Frey, Windlin est responsable de la nouvelle image du théâtre, qu'il développe en collaboration avec Gregor Huber et Rafael Koch. Les produits imprimés du théâtre sont développés à partir d'un ensemble strictement limité d'outils de conception: une seule police de caractères en quelques tailles, des images trouvées dans les médias et une palette de couleurs très réduite. La pièce maîtresse graphique – le logo – était un simple disque noir qui apparaissait dans différentes applications sur tous les supports. Ce répertoire limité a assuré la concision du design et la cohérence du contenu des produits visuels. Windlin a reçu le Design Preis Schweiz dans la catégorie Market pour son travail pour le Schauspielhaus.

## Prix
- 1998 : Prix suisse de design[14]
- 2001, 2002, 2005, 2007 : les Plus Beaux Livres Suisses
- 2005 : Nommé pour le Design Prize Switzerland (pour "Lineto.com")[6],[15]
- 2007 : Médaille de bronze, Schönste Bücher aus aller Welt (pour « Vitra. La Collection Maison 2007/2008 »)
- 2007 : Grand Prix suisse de design[16]
- 2008 : Die schönsten Deutschen Bücher (pour « Vitra. La Collection Maison 2007/2008 »)
- 2011 : Design Prize Switzerland (pour l'identité visuelle du Schauspielhaus Zürich)[17]
- 2015 : 20 meilleurs graphistes, Wallpaper Magazine[18]

## Polices de caractères
- AutoScape
- Cobra
- Dot Matrix
- Screen Matrix
- Gravur Condensed
- Liquid Crystal
- Luggagetag
- Lutz Headline
- Magda
- Mono
- Moonbase Alpha
- Thermo
- Water Tower
- Alpha Headline
- Gateway
- Vectrex
- Unica Custom

## Livres sélectionnés
- Project vitra: places, products, authors, museum, collections, signs. Birkhäuser Verlag, Bâlel/Boston 2008,  (ISBN 978-3-7643-8593-4).
- Public affairs: das Öffentliche in der Kunst. Katalog zur Ausstellung "Public Affairs. Von Beuys bis Zittel: Das Öffentliche in der Kunst"; Kunsthaus Zürich, 13 septembre – 1er décembre 2002. Kunsthaus, Zurich 2002,  (ISBN 3-906574-16-4).
- Freie Sicht aufs Mittelmeer: junge Schweizer Kunst mit Gästen. Catalogue pour l'exposition 5 juin – 30 août 1998, Kunsthaus Zürich; 6 octobre – 22 novembre 1998 Schirn Kunsthalle Francfort. Kunsthaus, Zurich 1998,  (ISBN 3-906574-02-4).
- Endstation Sehnsucht. Catalogue d'exposition, 2 juillet – 28 août 1994. Kunsthaus, Zurich 1994,  (ISBN 3-89322-664-8).